# 마셜어 위키백과
마셜어 위키백과는 마셜어로 운영되는 위키백과 언어판이다. 2004년 8월 29일에 시작되었다. 기호는 mh이다.